# Ghia 230 S

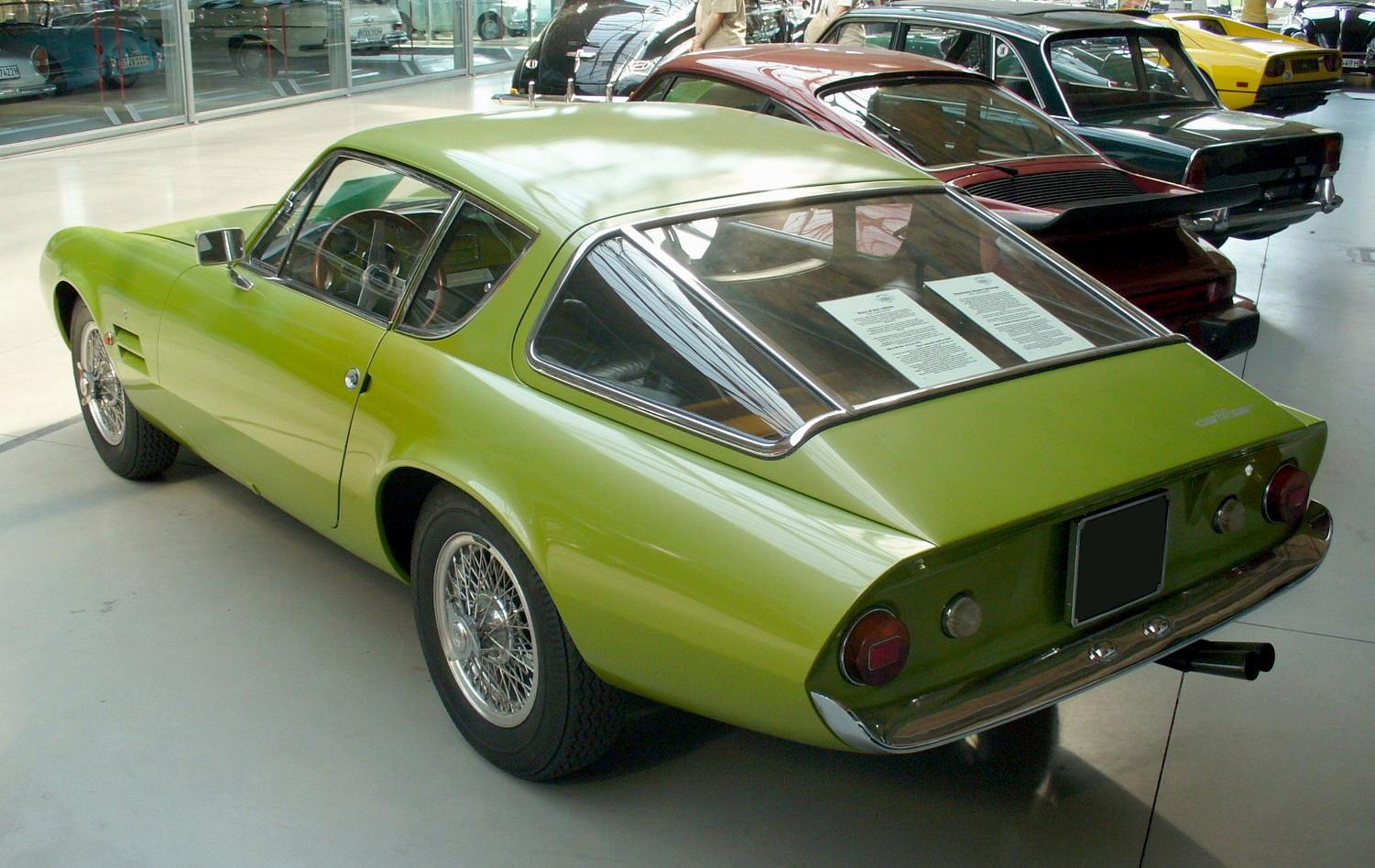
Zentrales Gestaltungselement der Heckpartie des Ghia 230 S: Die große, dreiteilige Heckscheibe. Die Rückleuchten des Wagens stammen vom Fiat 850.

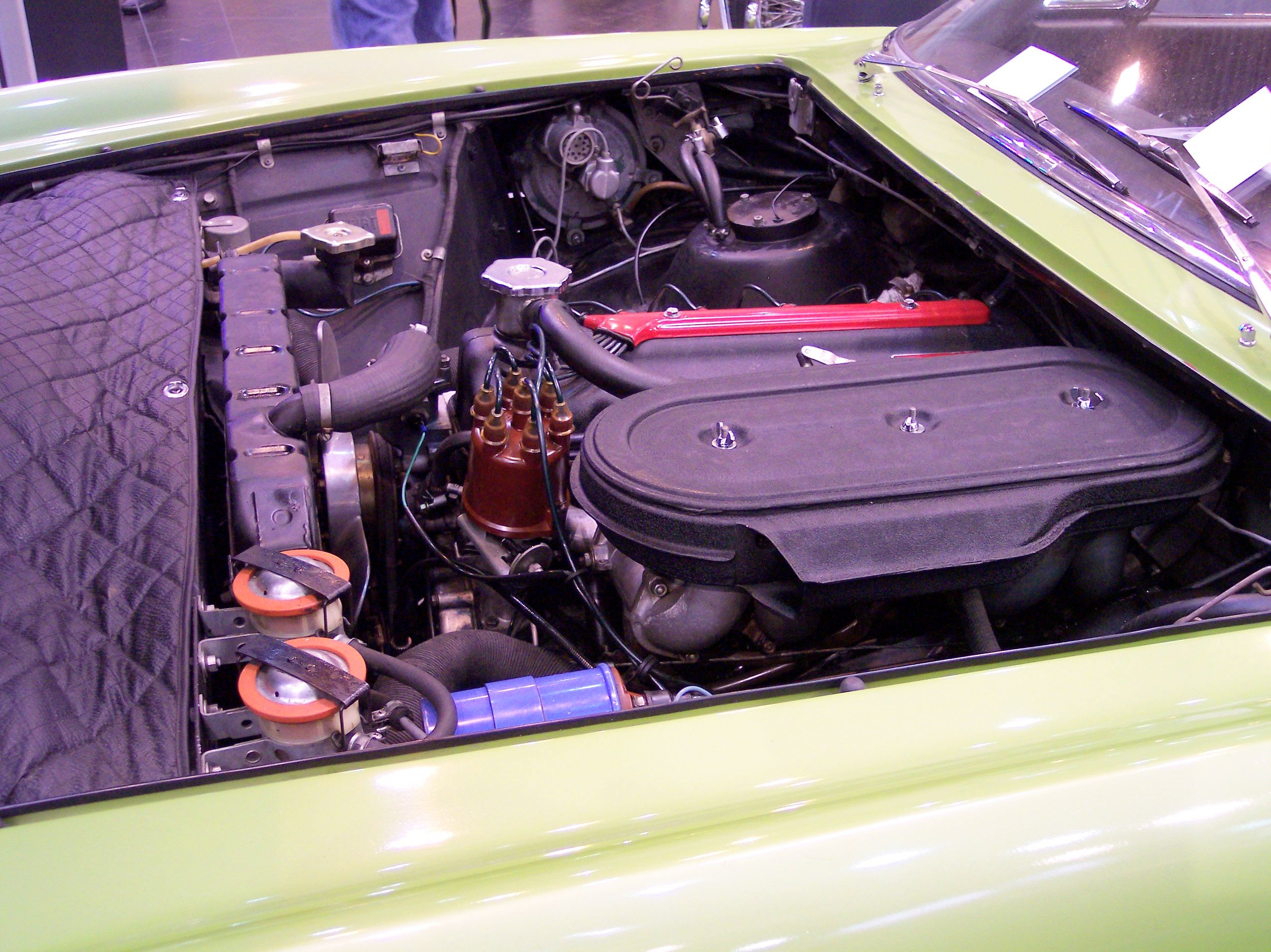
Der Motorraum: Der vom Fiat 2300 S Coupé übernommene und von Abarth überarbeitete Sechszylindermotor.

Der Ghia 230 S ist ein italienischer Sportwagen, den die Carrozzeria Ghia 1963 auf der technischen Basis des Fiat 2300 S Coupés entwickelte. Der Wagen nahm in einigen Details Gestaltungsmerkmale späterer Sportwagen vorweg. Der Produktionsumfang war ausgesprochen gering.

## Der Hintergrund
Seit 1959 hatte der italienische Automobilhersteller Fiat mit dem Modell 2100 eine große viertürige Limousine mit einem Sechszylindermotor im Programm. Als zwei Jahre später der 2100 durch den 2300 ersetzt wurde, der einen auf 2,3 Liter vergrößerten Motor verwendete, abgesehen davon – und abgesehen von einigen gestalterischen Details – aber mit dem Vorgänger nahezu identisch war, entschloss sich Fiat, der strengen Limousine ein elegantes Coupé zur Seite zu stellen. Mit dem Entwurf der Karosserie wurde die Carrozzeria Ghia in Turin beauftragt; die wesentliche Arbeit erledigten Ghias Chefdesigner Sergio Sartorelli und der Amerikaner Tom Tjaarda.
Das Fiat 2300 Coupé wurde überwiegend als elegant empfunden, hatte aber keine betont sportliche Ausstrahlung. Ghia sah allerdings den Bedarf nach einer eigenständigen Version mit sportlich wirkender Karosserie. Deshalb und um die Kreativität und die Leistungsfähigkeit der Carrozzeria Ghia zu demonstrieren, entstand in der Folgezeit in Turin auf Eigeninitiative das Auto, das später die Bezeichnung Ghia 230 S erhielt.
Das als Stufenheck-Fahrzeug gestaltete Fiat 2300 Coupé wurde von Herbst 1961 bis Ende 1968 in etwa 4.400 Exemplaren hergestellt.

## Das Fahrzeug
Der Ghia 230 S basiert auf der Antriebstechnik des Fiat 2300 S Coupé. Er weist allerdings eine gänzlich eigenständige Karosserie auf, die von Sergio Sartorelli entworfen wurde. Er ist als zweitüriges Fließheck-Coupé gestaltet. Eine Stufenheck-Version dieses Designs wurde 1965 unter der Bezeichnung Ghia 450 SS realisiert.
Ein besonderes Merkmal des Ghia 230 S ist die große, in die Wagenflanken hineinreichende Heckscheibe, die Teil der Heckklappe ist und als Ganzes beim Öffnen nach oben schwingt. Eine ähnlich gestaltete Heckklappe trägt der wenig später präsentierte, von Pietro Frua entworfene Maserati Mistral und – wesentlich später – der Porsche 924. Während beim Maserati allerdings die gewölbte Heckscheibe einteilig konzipiert ist, besteht sie im Falle des Ghia 230 S aus einer großen zentralen Komponente und je einem kleinen seitlichen Teil links und rechts. Die einzelnen Teile der Verglasung werden von dünnen Streben gehalten. Insoweit zitiert der Ghia 230 S die Gestaltung des Seriencoupés. Ein weiteres eigenständiges Element ist die im Bereich der Wagenfront abfallende Linie der Kotflügel, die in aufwärts gebogene Stoßfängern übergehen. Die Linie der Motorhaube ist davon optisch getrennt. Die Scheinwerfer, die vom Fiat 1300 übernommen wurden, haben eine hervorgehobene Position. Eine ähnliche Gestaltung findet sich etwa beim wenig später präsentierten Lamborghini 350 GT.
Der Ghia 230 S verwendet die Antriebstechnik des 2300 S Coupé. Allerdings beruht er auf einem eigenständigen Gitterrohrrahmen, den Gilberto Colombo von Gilco Design exklusiv für dieses Modell konstruierte. Anders als im Fall des Seriencoupés, ist der Motor zur Verbesserung der Gewichtsverteilung in einer sog. Front-Mittelmotor-Lage hinter der Vorderachse positioniert.
Der Motor des Fiat 2300 wurde in seiner Grundkonzeption unverändert übernommen, allerdings überarbeitete Carlo Abarth das Triebwerk im Detail. Daraus resultierte eine Leistung von 150 PS.

## Präsentation und Produktion
Der erste fahrbereite Prototyp des 230 S wurde im Laufe des Jahres 1963 bei Ghia aufgebaut. Seine Präsentation erfolgte anlässlich des Turiner Autosalons im Herbst 1963. Bei der Präsentation war der 230 S grau-metallic lackiert. Das Auto wurde wohlwollend aufgenommen; viele hielten den 230S für „den schönsten Wagen des Salons“. Der zweite Prototyp wurde mit einigen Karosserieänderungen und vollständig geänderter Innenausstattung (Armaturenbrett) ebenfalls in Turin 1964 gezeigt, zunächst ebenfalls in grau, später rot und heute hellgrünmetallic lackiert.
Es wurden vier Fahrzeuge des Ghia 230 S hergestellt: zwei Coupé (1963 und 1964) und zwei Cabriolet (1965). Zunächst war nur der zweite Coupé-Prototyp in der Szene bekannt. Im Jahre 2013 tauchte in USA dann der verschollen geglaubte Prototyp in vollständigem, aber teilzerlegten Zustand wieder auf. Fotos dieses Fahrzeuges sind in der einschlägigen Literatur inzwischen zu finden. Eine Cabriolet-Version wurde mit der kompletten 2300S-FIAT-Technik als Ghia G 450 SS Prototyp in weiß gezeigt. Dieses Fahrzeug befindet sich in Europa in Restauration. Der Verbleib des ersten Cabriolet-Prototyps, wie bei Ghia üblich graumetallic lackiert, ist unbekannt.
Drei Prototypen existieren also heute noch: beide Coupés und ein Cabriolet. Das Coupé von 1964 ist in Deutschland zugelassen und wird wiederholt auf Ausstellungen gezeigt, so im September 2010 auf dem 8. Internationalen Concours d´Elegance Classic Gala in Schwetzingen.